# Satchelliella malicky
Satchelliella malicky és una espècie d'insecte dípter pertanyent a la família dels psicòdids que es troba a Turquia i Grècia.